# Knockoutwhist
Knockoutwhist, eller med ett försvenskat namn utslagningswhist, är ett engelskt kortspel som ofta förekommer i pubsammanhang, men som också räknas som ett spel för barn. 
Ett parti består av upp till sju givar. I den första given får spelarna sju kort var. Därefter minskas antalet kort med ett för varje ny giv. Man spelar om stick, och den eller de spelare som inte lyckas ta något stick i en giv får lämna spelet. Den som sist är kvar vinner partiet.